# Zbigniew Jaremski
Zbigniew Jaremski, född den 19 juni 1949 i Zabrze, Polen, död 3 januari 2011, var en polsk friidrottare inom kortdistanslöpning.
Han tog OS-silver på 400 meters-stafetten vid friidrottstävlingarna 1976 i Montréal. 